# Me voy al mundo
Me voy al mundo es el quinto disco de El Barrio (José Luis Figuereo Franco), siendo su estilo musical tangos, bulerías, alegrías, rumbas y el estilo inconfundible del flamenco rock.

## Listado de canciones
Todas las canciones fueron compuestas por El Barrio.
1. Rencor. 4,25
2. El coco. 3,33
3. El primavera.
4. Si no te veo. 4,17
5. Insomnio de amor. 4,14
6. Retales.
7. Gades. 3,47
8. Un besito.4.11
9. Tú y ella.4,05
10. Me voy al mundo.

## Créditos
- José Luis Figuereo Franco: voz
- Pedro Barceló: percusión
- Paco Cepero: guitarra
- Luis Dulzaides: percusión
- Carles Benavent: bajo